# Scorpion (personagem)
Scorpion (nascido: Hanzo Hasashi) é um personagem jogável da franquia Mortal Kombat, criada pela Midway Games. Estreando como um dos sete personagens jogáveis originais do primeiro título, Mortal Kombat. Scorpion é o espectro de um ninja que busca vingar a própria morte, a destruição de seu clã e a morte de sua família, fazendo dele um anti-herói, seu papel principal durante toda a série até Mortal Kombat X.
Excetuando a versão original de Mortal Kombat 3, Scorpion foi jogável em todos os jogos da franquia. É considerado um dos principais personagens da série, representando-a em crossovers, além de aparecer numa gama de mercadorias oficiais da série e em outros meios. Scorpion é, ainda, destaque no logotipo da NetherRealm Studios, sucessora da Midway Games.

## Histórico nos jogos eletrônicos
"Scorpion" é o pseudônimo de Hanzo Hasashi, um dos melhores guerreiros do clã japonês Shirai Ryu. Após ser assassinado por Sub-Zero, um membro de um clã rival de assassinos chineses conhecido como Lin Kuei, Scorpion torna-se um fantasma resplandecente residente no inferno (mais tarde denominado de "Netherrealm") que busca vingança contra os responsáveis pela destruição de seu clã e a morte de sua família, incluindo sua esposa e seu filho. Embora essencialmente neutro em fidelidade, Scorpion une forças com qualquer um que possa lhe ajudar em sua vingança. O personagem já foi manipulado por Quan Chi, a quem prometeu sua vida em troca de suas impressionantes habilidades de combate, visando derrotar Sub-Zero.
Em sua história inicial, exibida no modo de atração do primeiro jogo, o personagem é descrito tendo apenas uma inimizade contra Sub-Zero, atribuída às rivalidades entre os clãs. Essa história foi melhor explorada numa história em quadrinhos gravada e ilustrada pelo co-criador de Mortal Kombat, John Tobias, e publicada pela própria Midway; numa cena, a bordo de um precário junco e a caminho da ilha de Shang Tsung, Scorpion choca Sub-Zero com seu inesperado retorno exatamente dois anos após sua morte, declarando que seus "demônios" lhe permitiram retornar e vingar sua morte, mas que ele não mataria Sub-Zero no local e, em vez disso, esperaria até o torneio porque ele "não era um assassino".
No spin-off Mortal Kombat: Shaolin Monks (2005), ambientado durante os eventos de Mortal Kombat II, Scorpion é um personagem chefe que tenta matar os protagonistas do jogo, Liu Kang e Kung Lao. O jogador enfrenta duas batalhas contra o personagem: uma, com ele mascarado e outra, desmascarado, esta última chamada de "Inferno Scorpion". Por sua vez, Mortal Kombat: Fire & Ice, que teria estrelado Scorpion e Sub-Zero em jogabilidade cooperativa, foi cancelado pela Paradox Development quando os desenvolvedores de Shaolin Monks "não puderam desenvolvê-lo a tempo e dentro do orçamento".

### Aparições em outros jogos
Scorpion apareceu em Mortal Kombat vs. DC Universe (2008), participando do confronto entre as duas franquias. Em seu final, a essência de Dark Kahn encontra um hospedeiro no corpo de Scorpion, fazendo dele o ser mais poderoso do universo. Ele também apareceu como personagem comprável em Injustice: Gods Among Us (2013).
Scorpion também apareceu como convidado ou representado em quatro títulos da extinta Midway Games: NBA Jam Tournament Edition (1995), The Grid (2000), MLB Slugfest: Loaded (2004), e Psi-Ops: The Mindgate Conspiracy (2004).

## Recepção e legado

### Impacto cultural
O personagem fez várias aparições especiais em programas de televisão, incluindo nas séries animadas Drawn Together (episódio de 2005, "The One Wherein There is a Big Twist: Part 2"), Robot Chicken (episódio de 2005, "S & M Present") e The Cleveland Show (episódio de 2010, "Another Bad Thanksgiving"). Em 2014, foi representado junto com Raiden, Ermac, Jax e Shang Tsung num curta-metragem animado do canal Comedy Central, parodiando a série de jogos Mortal Kombat: nesse curta, Scorpion é rebatizado de "Iron Shogun" e compete num torneio subterrâneo de "Yao Zhang" (Shang Tsung), que está atrasado devido aos atrasos dos outros concorrentes. Com a falta de um substituto, Iron Shogun é declarado vencedor após "fatalizar" um entregador de pizza que entra na arena. Em 2013, o lutador profissional Cody Rhodes se fantasiou de Scorpion para o Halloween.

### Recepção crítica e popularidade
Scorpion é frequentemente considerado um dos personagens mais populares e icônicos da franquia e, em geral, do gênero de luta. Em 1996, o personagem recebeu um prêmio, compartilhado com Ryu de Street Fighter, de melhor lutador pela revista SuperGamePower. A Game Informer classificou-o como o terceiro melhor personagem de jogos de lutas em 2009. Na lista de principais personagens da franquia realizada pelo website UGO Networks, ficou em segundo lugar, atrás apenas do principal protagonista da série, Liu Kang. Foi classificado como o terceiro melhor personagem ninja em jogos eletrônicos pela Cheat Code Central em 2011, e ficou em quarto numa lista semelhante da revista britânica PLAY. Lucas Sullivan, da GamesRadar, classificou-o como o sétimo melhor personagem de jogos de luta na história do gênero, afirmando: "Scorpion tem uma dura competição na franquia MK, mas nenhum chega perto da frieza do fator 'antagonista dos mortos-vivos'. Apesar do fato de que ele começou como uma mera troca de paleta, o apelo de Scorpion fez dele um favorito em todos os principais jogos de MK até hoje." Scorpion apareceu em diversas listas da revista Complex: 5.º lutador mais brutal da série, 15.º melhor mascote de jogos eletrônicos, 4.º personagem de jogos de luta mais dominante, 23.º personagem de jogos eletrônicos mais "durão" de todos os tempos, e, ainda, na lista de personagens que mereciam seu próprio título de spinoff: "Quer você admita ou não, Scorpion comanda [MK] mais do que Liu Kang jamais comandou." Em 2008, o portal IGN escreveu que, embora Scorpion tenha inicialmente sido um personagem com trocas de paleta, ele "na verdade é muito mais complicado do que estas aparências iniciais" Em 2013, ele foi nomeado vice-campeão pela The Ultimate Gamer como o personagem mais "bad-ass" dos jogos eletrônicos, perdendo para Kratos. Ele também foi eleito o melhor personagem da série numa pesquisa de fãs em 2013, realizada pelo site Dorkly, e, no mesmo ano, terminou em terceiro (atrás de Raiden e Smoke) nas pesquisas anuais de fãs do "Supreme Mortal Kombat Champion", que são promovidas pela Mortal Kombat Online. Apesar disso, o personagem obteve um resultado baixo nas pesquisas de 2012 e 2014.

## Adaptações
- Scorpion apareceu no filme Mortal Kombat - O Filme (1995), interpretado por Chris Casamassa, e sua continuação Mortal Kombat: Annihilation (1997), interpretado por J.J. Perry.
- Casamassa voltaria no papel na série Mortal Kombat: Conquest (1998).
- Scorpion aparece em um episódio da série animada Mortal Kombat: Defenders of the Realm (1996).
- Ian Anthony Dale interpretou Scorpion no curta-metragem Mortal Kombat: Rebirth e a segunda temporada da websérie Mortal Kombat: Legacy.[29]
- Scorpion é o personagem principal do longa animado Mortal Kombat Legends: Scorpion's Revenge (2020), e retorna na continuação Mortal Kombat Legends: Battle of the Realms (2021), em ambos com a voz de Patrick Seitz.[30]
- Scorpion aparece no filme Mortal Kombat (2021), interpretado por Hiroyuki Sanada. O filme abre com o assassinato de Hanzo Hasashi e sua esposa pelo Lin Kuei, e no final Scorpion vem do Netherrealm para combater Sub-Zero quando ele ataca seu descendente Cole Young.[31]